# Boucles de la Mayenne
O Boucles de la Mayenne é uma competição de ciclismo profissional por etapas que se disputa anualmente em França no mês de Junho, no departamento de Mayenne.
A corrida foi criada no ano 1975 e vem-se disputando sem nenhuma interrupção, até ao ano 2004 foi uma corrida amador. Desde a criação dos Circuitos Continentais UCI em 2005 faz parte do UCI Europe Tour dentro da categoria 2.1 (penúltima categoria do profissionalismo). 
Como corrida amadora o número de etapas na concorrência foi variável, desde então, a partir da sua ascensão à categoria do profissionalismo sempre se disputou sobre quatro etapas.

## Palmarés
| Ano                   | Vencedor             | Segundo                | Terceiro               |
| --------------------- | -------------------- | ---------------------- | ---------------------- |
| edições amador        |                      |                        |                        |
| 1975                  | Alain Meslet         | Patrice Testier        |                        |
| 1976                  | Patrice Testier      |                        |                        |
| 1977                  | Patrick Guay         |                        | Serge Coquelin         |
| 1978                  | Marc Gomez           |                        |                        |
| 1979                  | Marc Madiot          |                        |                        |
| 1980                  | Serge Coquelin       | Jean-Luc Moreul        |                        |
| 1981                  | René Tremblay        | Philippe Tranvaux      | Alain Bizet            |
| 1982                  | Serge Coquelin       | Philippe Tranvaux      |                        |
| 1983                  | Hubert Graignic      |                        |                        |
| 1984                  | Serge Coquelin       |                        | François Lemarchand    |
| 1985                  | Zbigniew Krasniak    |                        |                        |
| 1986                  | Gaëtan Leray         |                        | Dominique Le Bon       |
| 1987                  | Philippe Dalibard    |                        |                        |
| 1988                  | Laurent Bezault      |                        | Pierre-Henri Menthéour |
| 1989                  | Philippe Dalibard    | Pascal Churin          |                        |
| 1990                  | Jean-Cyril Robin     |                        |                        |
| 1991                  | Pascal Basset        |                        | Philippe Dalibard      |
| 1992                  | Pascal Hervé         | Jean-Christophe Currit | Pascal Churin          |
| 1993                  | David Derique        |                        | Jean-Philippe Rouxel   |
| 1994                  | Gérald Bigot         | Nicolas Jalabert       |                        |
| 1995                  | Stéphane Conan       |                        | Camille Coualan        |
| 1996                  | David Delrieu        |                        |                        |
| 1997                  | Christophe Thébault  |                        | Franck Trotel          |
| 1998                  | Martial Locatelli    | Ludovic Turpin         |                        |
| 1999                  | Stéphane Pétilleau   | Franck Renier          | Raphael Jeune          |
| 2000                  | Stéphane Pétilleau   | Frédéric Delalande     | Guillaume Judas        |
| 2001                  | Arnaud Chauveau      | Юрій Кривцов           | Stéphane Cougé         |
| 2002                  | Freddy Bichot        | Frédéric Lecrosnier    | Franck Champeymont     |
| 2003                  | Sandro Güttinger     | Bas Giling             | David Le Lay           |
| 2004                  | Sébastien Duret      | Cyril Lemoine          | Jean-Luc Delpech       |
| edições profissionais |                      |                        |                        |
| 2005                  | Aleksandr Kuschynski | Andrey Pchelkin        | Stefano Boggia         |
| 2006                  | Koji Fukushima       | Markus Eichler         | Nicolas Rousseau       |
| 2007                  | Nicolas Vogondy      | Bobbie Traksel         | Niels Albert           |
| 2008                  | Freddy Bichot        | Franck Charrier        | Thomas Berkhout        |
| 2009                  | Janek Tombak         | Rémi Cusin             | Lilian Jégou           |
| 2010                  | Jérémie Galland      | Grégory Habeaux        | Guillaume Malle        |
| 2011                  | Jimmy Casper         | Sébastien Turgot       | Steven Tronet          |
| 2012                  | Laurent Pichon       | Nico Sijmens           | Alexandre Pliușchin    |
| 2013                  | David Veilleux       | Marc Fournier          | Florian Vachon         |
| 2014                  | Stéphane Rossetto    | Brice Feillu           | Mike Teunissen         |
| 2015                  | Anthony Turgis       | Andrea Pasqualon       | Pierre-Luc Périchon    |
| 2016                  | Bryan Coquard        | Anthony Delaplace      | Thomas Boudat          |
| 2017                  | Mathieu van der Poel | Johan Le Bon           | Clément Venturini      |
| 2018                  | Mathieu van der Poel | Romain Seigle          | Eli Iserbyt            |
| 2019                  | Thibault Ferasse     | Mauricio Moreira       | Bryan Coquard          |
| 2021                  | Arnaud Démare        | Philipp Walsleben      | Kristoffer Halvorsen   |
| 2022                  | Benjamin Thomas      | Benoît Cosnefroy       | Alex Aranburu          |
| 2023                  | Oier Lazkano         | Arnaud Démare          | Axel Zingle            |
| 2024                  | Alberto Bettiol      | Benoît Cosnefroy       | Axel Zingle            |

## Palmarés por países
Atualizado após edição de 2023
| País          | Vitórias |
| ------------- | -------- |
| França        | 40       |
| Países Baixos | 2        |
| Suíça         | 1        |
| Bielorrússia  | 1        |
| Japão         | 1        |
| Estónia       | 1        |
| Canadá        | 1        |
| Espanha       | 1        |